# Calle de la Cruz de Santa Ana
La calle de la Cruz de Santa Ana es una vía pública de la ciudad española de Sagunto.

## Descripción
La vía, que en el pasado se conoció como «carrer de la Creu de Terol», discurre desde la calle de Emilio Llopis hasta la plaza del Pino. Aparece descrita en el Nomenclator de las calles, plazas y puertas antiguas y modernas de la ciudad de Sagunto (1901) de Antonio Chabret y Fraga con las siguientes palabras:

Cruz de Santa Ana (calle de la). Empieza en la de Teruel y desemboca en la plaza del pí ó de las Monjas. Antiguamente se llamaba carrer de la Creu de Terol, y así se halla mencionada en una licencia que en 1666 concedió el clero de la Iglesia parroquial á las monjas para la celebración de una procesión. La alteración del nombre de hoy se comprende fácilmente al tener en consideración la decadencia del camino antiguo de Teruel, por haber variado su trazado y el formar uno de los costados de esta calle las tapias del huerto de las monjas de Santa Ana y casas que fueron de su pertenencia. En 1431, esta calle sólo tenía algunas casas adjuntas al huerto entonces de Miguel Visquerques, hoy propiedad de la viuda de D. José Ais, y otras al lado opuesto, adheridas á otros huertos pequeños. Pero en 1737, Francisco y Juan Paucot, alfareros, vendieron al Convento de las monjas de Santa Ana, un huerto y dos casas, una derruída que lindaba con el huerto de dicho Convento y cerraron parte de su área en aquel espacio con una pared que se extiende desde el E. del edificio hasta la acequia, y en lo restante fabricaron la almazára y fila de casas que están pegadas á la pared del huerto mencionado. La cruz que daba nombre á esta calle, era de madera y se levantaba sobre un rulo ó muela de alfarero, de piedra, que le servía de base y estaba colocada al lado del puente de la Acequia Mayor. Todavía se conserva esta piedra en el huerto contiguo, llamado de la Creu.
(Chabret y Fraga, 1901, pp. 50-51)